# La Serre-Bussière-Vieille
La Serre-Bussière-Vieille település Franciaországban, Creuse megyében. Lakosainak száma 121 fő (2022. január 1.). La Serre-Bussière-Vieille Champagnat, Mainsat, Peyrat-la-Nonière, Saint-Domet és Saint-Priest községekkel határos.

## Népesség
A település népességének változása:
| Lakosok száma | 213  | 147  | 117  | 124  | 123  | 123  | 122  | 122  | 122  | 121  |
|               | 1968 | 1982 | 1990 | 2006 | 2013 | 2015 | 2017 | 2019 | 2020 | 2022 |